# 泉宗庙
泉宗庙，位于北京市海淀区巴沟，是清朝皇家庙宇及园林。现已无存。

## 简介
清朝《钦定日下旧闻考》卷七十九《国朝苑囿泉宗庙》记载了泉宗庙：

泉宗庙建于万泉庄，缭垣三百九十四丈。庙南为池，左右立坊二，庙门三楹，榜曰“泉宗庙”。庙内为涵泽门三楹，正殿三楹，左右为配殿，后为枢光阁，上下五楹，左右配殿各五楹。（《泉宗庙册》）臣等谨按：泉宗庙东西亭苑两所，门内碑亭二，西亭恭勒御制泉宗庙记，碑阴恭勒丁亥御制诗，东亭恭勒丁亥乙未御制诗。庙前东坊额曰“禹甸原隰”，曰“既清且平”，外联曰：“疏浚会其归万原统一，品题随所托实总循名。”内联曰：“循玉岫明湖于焉映带，导西勾东雉因之委输。”西坊额曰“豳风画图”曰“乃疆乃理”外联曰：“露剡亚鳞塍溉从谷口，云浆分乳窦溯得源头。”内联曰：“夏木霭东菑烟中飞鹭，春渠萦北渚云际疏龙。”正殿额曰“普润殿”，殿内供龙神像，额曰“灵源广济”，联曰：“溯委仰凭依万殊有本，浚川资利用六府惟修。”龛联曰：“千顷沃丰穰神贻之福，万源资挹注水得其宗。”枢光阁内供真武像，阁下供龙王龙母神像，额曰“涵元溥利”，与涵泽门枢光阁诸额皆皇上御书。
御制泉宗庙记：万泉庄之记记泉之源委，泉宗庙之记记神所凭依。或曰，泉之数以万而神之祠惟一，其以一贯万之旨乎？曰：然。又曰：知一以贯万，则玉泉山天下第一泉不既有祠乎？其亦可以概之矣，而又为是若殿宇若像设者，不已多乎？曰：否。奚以然然乎？然。奚以否否乎？否。于是申其义而诏之曰：天一之精流而为水，四渎四海一水而已，综而括之，其神惟一，散而分之，各有所司，非特此也。一黄河而神之祠不啻数百十，此谓之非合，且不可而谓之，是分又岂得乎？故泉之所在，神斯在焉。则吾之构殿宇而严像设之意，其亦如此而已矣。且玉泉之水自西山诸泉伏流而来，其义已见于向记。兹万泉之地实近长河之东堤，其伏流隠脉至此而一蓄一现，于是乎泛滥演漾溉町塍而资挹注，仍一玉泉之功用也。则以河渎神祠例之，实亦不见其异，而又何必言同哉。祠之后为杰阁，奉北极以镇之，盖亦取乎元武主水之义，而所以崇肸蠁祈昭佑永灌注之利，无旱暵之虞，重农兴穑，则吾之意实在斯乎，实在斯乎。因为之记而泐之庙前。
乾隆三十二年御制六月四日诣泉宗庙瞻礼，遂奉皇太后游览诗：祠建泉宗始昨春，落成此日礼泉神。为开稻町资输注，亦构松轩备豫廵。皓日宜旸辉彩栋，熏风递爽奉安轮。园楼拾级犹堪望，香在绿畴乐是真。
乾隆三十五年御制出畅春园门自堤上至泉宗庙杂咏：政务详裁无逸斋，余闲未报午时牌。出园一揽泉宗胜，减从何须法驾排。自南流水落鸣湍，停注溪田冻尚宽。未是灵台推歩舛，候迟因闰致春寒。泉出万泉（庄名）原泻北，石桥惟剩说巴沟。春明日下胥差记，安得髙梁有逆流？（《日下旧闻》、《春明梦余录》皆谓丹棱沜之水出巴沟以逹于髙梁，今丹棱沜虽不能确指为何地，而巴沟桥之名尚存，桥南为万泉庄，地既髙于巴沟，其水实自南而北，安得由巴沟逆流以入髙梁乎？髙梁实源于玉泉，汇为昆明湖，经长河南注，与此何涉。向为万泉庄记，曾详辨之。）灵源不冻玉泉同，五里而遥莅梵宫。颇有亭台各缀景，遂教散步自西东。又御制出畅春园门自堤上至泉宗庙即景杂咏：清晓起居谒寿萱，（寿萱春永在畅春园内，皇太后所居齐额也。）遂乘几暇出园门。水田千罫都芃绿，多少殷心个里存。暑雨全收快霁宜，豆苖稻穗曝秋曦，所经见固堪欣慰，未见还愁可若斯。沙堤宛转栽桃柳，春仲经斯花未开。茂叶长条忽尔许，流阴五月倐过哉。肩舆轻拂晓风凉，泉上祠无六里强。（自畅春园至泉宗庙止五里余。）最是新秋澄爽气，暂教停跸赏烟光。
臣等谨按：泉宗庙御制诗，谨绎其有关纪述事实者，恭载卷内，余不备录。
东所内院中南宇三楹，稍南为曙观楼，上下六楹，楼西山后敞室三楹，东北为挹源书屋，右有六方亭，南为观澜亭，亭北为扇淳室，东为向绿轩三楹，北为主善堂，堂西为秀举楼，上下八楹，右有正厅三楹，主善堂北为湛虚楼，上下各三楹。（《泉宗庙册》）臣等谨按：曙观楼、挹源书屋、观澜亭、扇淳室、向绿轩、主善堂、秀举楼、湛虚楼诸额皆皇上御书。秀举楼下御书联曰：“诸峰秀起标髙朗，一室包涵悦静深。”
乾隆三十二年御制曙观楼诗：小阁临墙外，沙泉座里披。夏中拍堤岸，风处漾涟漪。野鹭飞翻起，远山影倒垂。水田辟百顷，灌溉始从兹。
又御制挹源书屋诗：泉上书庐号挹源，宁惟清泚玩潺湲。学如未到精微处，可不翻然悔失言。
又御制观澜亭诗：溪上虚亭四桂分，凭栏俯视水溶沄。如斯因忆仲尼在，有术何殊孟子云。
又御制扇淳室诗：吴様新成扇式室，满窗清籁绿篁林。淳风设喻民怀始，尚觉惭哉大寳箴。
乾隆三十三年御制向绿轩诗：髙者树叶绿，低者稻苗绿。为绿虽云同，所向意有属。稻结实供食，树作阴玩目。有用与无用，其殊无待卜。雨后对芃芃，蓄眼慰以穆。
乾隆三十二年御制主善堂诗：泉畔建书堂，湘幮足缥缃。名标师主善，义会德无常。一本慎夙夜，万殊归纪纲。阿衡精密语，心学继虞唐。
又御制秀举楼诗：三架横楼面假山，奇遮诡逻岌孱颜。棱棱秀举清辉暎，萧缅真称伯仲间。
又御制湛虚楼即目诗：为灌溪田因凿池，蓄输节制藉先资。楼临碧水虚明湛，塍接绿苗实颕滋。无碍鸢鱼亦飞跃，有怀蓑笠实胼胝。心纾嬴得频摛藻，幸值旸时雨复时。
臣等谨按：曙观楼诸处御制诗，恭载首见之篇，余不备录。
枢光阁右廊而西，正厅五楹，曰“依绿轩”，轩南为辉渊榭，东接乐清馆，三楹榭之南建石坊二，驾以石桥，桥外稍东方亭曰“津逮亭”。乐清馆之南为碑亭，西南敞厅三楹，曰“爱景庭”，后为集远堂三楹，乐清馆之西正宇三楹，再西为苑之西罩门。臣等谨按：乐清馆之南碑亭内恭勒御制万泉庄记，碑阴恭勒御制诗。依绿轩、乐清馆、津逮亭、爱景庭、集远堂诸额皇上御书。辉渊榭南二坊，东坊额曰“源随地涌”，曰“汇川印月”，西坊额曰“景自天成”，曰“引派涵星”。依绿轩额曰“澄照含虚”，联曰“一桁青来楣端皴画稿，千畦绿遶陇畔订农经。”乐清馆联曰：“触目无非远尘俗，会心皆可入研覃。”又曰：“云霞流丽东西暎，天水空明上下鲜。”西书房联曰：“萝径因幽偏得趣，云峰含润独超羣。”集远堂联曰：“苕霅溪山吴苑画，潇湘烟雨楚天云。”皆御书。
御制万泉庄记：万泉庄之名，不见于《日下旧闻》、《春明梦余录》二书，而经其地，指其村，无不知为万泉庄。若夫丹棱沜之称，互见于二书，而经其地，指其村，以问诸土人，则茫然不知所谓。吾于是慨然叹千古纪载家之述耳食而鲜目击，于是乎失实者多矣。继又思失实者，固由彼之未平心精思，广咨博考，不究乎实而不已。然尚頼有此失实者存，而得以考其是非，辨其差讹，则彼述耳食而鲜目击者，亦未尝无小补于后世，未足深怪也。丹棱沜之说，二书所载虽小异，而谓出巴沟以达于髙梁则同。然其同归于失实者，实亦在此。盖丹棱沜本明戚清华园之迹，今畅春园其故址也。园之前有水一溪，俗所称菱角泡子者，疑即其地其水实由南而北。巴沟在其南，安能逆流而上以入于髙梁桥乎？盖髙梁之水自由玉泉发脉，汇为昆明湖，流为长河，以经髙梁而为通惠河，其详悉已具于向作之麦庄桥记，与此无渉也。今巴沟桥之名尚存，而桥之南实有大沙泉、小沙泉在焉，其平地淙淙出乳穴者，不可胜数，与二书所载东雉西勾水入地中者颇合。独水尽向北流，从无涓滴向南者，此为异耳。夫水性就下，人所易知。万泉庄髙于巴沟，巴沟又髙于丹棱沜，则水之北流而不南流，不待烛照数计矣，而犹有此讹焉。则吾谓朱彝尊、孙承泽之述耳食而未目击，非刻论也。且二人去今不过百余年，所记者又不过明季之事，其讹已如此之甚。溯而上之，其纪载之讹，又岂待烛照数计哉，而又岂啻丹棱沜之与万泉庄哉。夫人皆知此为万泉庄，而泉之源又实在此，此不可不正其名而核其实也。因命所司建泉宗庙于此地，若大沙、小沙、巴沟皆立碣以志之，而庙之内东西为池沼亭台若干所，其淙泉处亦皆与之名而志之碣，凡二十有八。庙之外喷出于稻町柳岸，如盂浆蹄涔者，盖不可胜记。则万泉之名，盖应在此，而不可他属。因综其大要，树以丰碑，以证二书之讹如右云。
臣等谨按：庙内外淙泉之处，皇上各赐嘉名立石以志。其在庙门之外者凡三，南曰大沙泉、小沙泉，北曰沸泉，庙内东所厅宇对岸曰滮泉，曰屑金泉，曙观楼后曰冰壶泉、锦澜泉、规泉，山后度红桥曰露华泉、鉴空泉、印月泉，观澜亭畔曰藕泉、跃鱼泉、松风泉，扇淳室后为晴碧泉、白榆泉，向绿轩畔曰桃花泉，主善堂之西曰琴脉泉，秀举楼之右曰杏泉、澹泉，再南曰浏泉，枢光阁东配殿南为洗钵泉，西所依绿轩右曰浣花泉，辉渊榭之南曰潄石泉，桥畔曰乳花泉、漪竹泉、柳泉、枫泉、云津泉，乐清馆之南方池曰月泉，西曰贯珠泉，凡二十有八，皆御书。
乾隆三十二年御制依绿轩诗：书轩新构倚泉宗，遇雨林光绿意浓。合相印来呈近沼，疎情通处露遥峰。绣塍籼稻青千叠，皴石莓苔翠几重。漫道柏冬应改色，依然阶下有苍松。
又御制辉渊榭诗：玉壶冰榭枕横川，峭蒨丛中落石泉。珠洒玑淙光上下，底须育蚌始辉渊。
又御制乐清馆诗：山静水致清，是处山则远。临泉筑神祠，祠侧葺亭苑。左右皆逢源，水光清挹近。波澜底藉生，澄澈斯多藴。乐此饶后意，民犹筹政本。
又御制津逮亭诗：平流为玉落为珠，亭子临流味静娯。设使于兹秘书读，吾惟一意企唐虞。
又御制爱景庭诗：假山之上敞闲庭，远巘近泉无遁形。北望畅春园咫尺，爱兹恒得奉慈宁。
又御制集远堂诗：虚明开向远，近远景全披。既豁仍藏密，言幽转复奇。展屏全是画，□笔雅宜诗。蓦忆武侯语，于斯亦集思。
臣等谨按：依绿轩诸处御制诗，恭载首见之篇，余不备录。

泉宗庙位于万泉庄，建成于清朝乾隆三十二年（1767年），由“样式雷”设计，为皇家庙宇。泉宗庙周长三百九十四丈，庙门三楹，泉宗庙内有小沙泉、大沙泉、沸泉、金泉等28眼（一说32眼）泉水，泉水经庙前水渠汇入万泉河。1860年，英法联军火烧圆明园，畅春园、泉宗庙等园林被殃及，此后荒废。